# 砰砰樂隊
砰砰樂隊（英語：Bang Bang Band）是一個於民國93年（2004年）在台北成立的樂團。正式成型前，於中正紀念堂“大中至正”牌樓下廣場彈唱，激勵當時的新野百合學運。成立“砰砰樂隊”後，積極參予政治運動，創作歌曲多半以針砭時事、關懷社會弱勢族群為主軸。目前已發行《命運的子彈》、《檳榔交出來》等兩張專輯，其中《檳榔交出來》專輯入圍第十八屆金曲獎“最佳台語專輯”及“最佳專輯製作人”兩獎項。

## 經過

### 緣起
鼓手童志偉（亂彈樂團鼓手）、主唱阿強（許志強）、吉他手廖誌汶當時就是在這樣的機緣下相識，各自攜帶簡單的樂器和音響設備，到學生和群眾聚集的廣場自彈自唱，鼓舞群眾士氣。不久，童志偉找來吳勇鋒（後來單飛的「砰砰阿峰」）加入陣容，吳勇鋒再邀約貝斯手盧欣民加入。至此，砰砰樂隊儼然成型。

### 命運的子彈
砰砰樂隊成型不久後，旋即著手第一張專輯的製作。約莫兩週後，推出《命運的子彈》專輯，加上以Flash製作的動畫MV〈命運的子彈〉（分為國語版與台語版，諷刺三一九槍擊事件）與〈運氣好〉（諷刺陳水扁家族部份成員之特權行為）在網際網路上流傳，砰砰樂隊很快的就在社會上建立起一定程度的知名度。不久，盧欣民因工作忙碌而離團，童志偉便邀請一起在pub工作演出的貝斯手郭同欽加入砰砰樂隊。

### 參與政治運動
當時引發台灣社會爭議的「6108億軍購案」（主張台灣以新台幣6108億元換取美國販售防禦性武器給台灣）炒得沸沸揚揚，砰砰樂隊很快的就投入了「反軍購」的抗議運動中，並與民主行動聯盟結盟，參予了全台許多反軍購的抗議活動，透過歌曲來表達對於軍購案的反對立場。
後來又發生了楊儒門「白米炸彈客」事件，砰砰樂隊雖然對於楊儒門抗議的手段持保留態度，但對於其抗議的動機和立場則十分支持，於是投入了聲援楊儒門的活動中。
砰砰阿峰於2013年出席中華統一促進黨於台北市王朝大酒店召開的黨員代表座談會時表示，八年前他加入中華統一促進黨的前身保衛中華大同盟，協助張安樂創立中華統一促進黨，並花了十五分鐘為中華統一促進黨黨歌譜曲，也將黨徽刺青在自己的後頸表示忠誠。

## 入圍金曲獎
就像許多團體一樣，砰砰樂隊也面臨了部分團員理念不和的問題。第一任主唱吳勇鋒以“砰砰阿峰”（英語：Bang Bang Fun）名義自行發展。吉他手廖誌汶便找來好友明龍加入主唱的行列，不過創作主軸仍然是以主唱阿強為主，廖誌汶為輔，在鼓手童志偉的錄音室開始著手第二張專輯的製作。創作重心由第一張專輯的挖苦總統大選槍擊案，轉移向社會弱勢的關懷，以及某些社會現象的檢討。由於完全是獨立製作，加上主唱阿強和吉他手阿汶並不是全職音樂工作者，在耗時製作時程約六個月後，第二張「檳榔交出來」專輯正式發行。也就像許多的獨立製作作品一樣，製作的動機也就僅止於表達對許多社會不公的不平之聲，加上全部製作經費都是團員自掏腰包貼補，所以發行後並未有任何的宣傳。沒想到在無心插柳的情形下，「檳榔交出來」意外的獲得第十八屆金曲獎評審團的肯定，入圍“最佳台語專輯”獎項，鼓手兼製作人童志偉更獲入圍“最佳專輯製作人”獎項。

## 現役成員
- 主唱：許志強 （阿強）。 雲林麥寮人，現職警察，砰砰樂隊創作主軸。
- 主唱：明龍。於宜蘭經營衝浪器材店面。
- 吉他：廖誌汶 （阿汶）。宜蘭縣人，與明龍共同經營衝浪器材店面。
- 鼓手：童志偉。祖籍浙江，桃園縣人，原“亂彈樂團”鼓手，全職音樂人，擔任許多知名藝人國內外大型演唱會和專輯錄製鼓手，並創立經營“打狗棒音樂製作公司”。
- 貝斯：郭同欽 （小郭）。祖籍湖南，台北市人，全職樂手，擔任多位知名藝人歌手演唱會貝斯手、總譜編寫，以及專輯錄音貝斯手。現亦為“乱彈阿翔”（“陳泰翔”）貝斯手。

## 歷年專輯
| 專輯名稱   | 製作單位       | 發行公司 | 發行日期       |
| ---------- | -------------- | -------- | -------------- |
| 命運的子彈 | 鐵人音樂工作室 | 典選音樂 | 2004年10月10日 |
| 檳榔交出來 | 星火製作       | 擎天娛樂 | 2006年9月15日  |

## 外部連結
- 砰砰樂隊的台客說唱電視台 （页面存档备份，存于）
- 砰砰樂隊台客電台 （页面存档备份，存于）